# داريو ديلغادو (لاعب كرة قدم)
داريو ديلغادو (بالإسبانية: Darío Delgado)‏ (3 ديسمبر 1969 في الأوروغواي - ) هو لاعب كرة قدم أوروغواني في مركز الوسط. شارك مع منتخب الأوروغواي لكرة القدم. أما مع النوادي، فقد لعب مع رامبلا جونيورز ومونتيفيديو واندررز ونادي ألباسيتي ونادي دانوبيو ويونيكوس ونادي رينتيستاس وLa Luz F.C. ‏ وFostiras F.C. ‏ ونادي غواراني (نادي كرة قدم).

## وصلات خارجية
- داريو ديلغادو على موقع قاعدة بيانات كرة القدم.إي يو (الإنجليزية)
- داريو ديلغادو على موقع ناشيونال فوتبول تيمز (الإنجليزية)